# فرناندو سيلفا (لاعب كرة قدم)
فرناندو سيلفا (بالبرتغالية: Fernando Dinarte Santos Silva‏) هو لاعب كرة قدم برتغالي في مركزي الدفاع والوسط، ولد في 3 أكتوبر 1980 في فونشال في البرتغال. لعب مع نادي ريكرياتيفو ديسبورتيفو دو ليبولو ونادي ماريتيمو وC.S. Marítimo B ‏.

## وصلات خارجية
- فرناندو سيلفا على موقع قاعدة بيانات كرة القدم.إي يو (الإنجليزية)
- فرناندو سيلفا على موقع Soccerway.com (الإنجليزية)